# Federação Portuguesa de Basebol e Softbol
Die Federação Portuguesa de Basebol e Softbol (FPBS) ist der Dachverband für Baseball und Softball in Portugal. Die FPBS hat ihren Sitz in Abrantes, wo sie sich 1996 gründete. Präsidentin ist seit 2004 Sandra Monteiro.
Die FPBS ist Mitglied im Weltbaseballverband und somit im Baseball- und Softball-Weltverband, zudem im Europäischen Baseballverband. In Portugal gehört sie u. a. dem Dachverband Confederação do Desporto de Portugal und dem Comité Olímpico de Portugal, dem Nationalen Olympischen Komitee Portugals an.
Zudem unterhält die FPBS eine strategische Partnerschaft mit der Sporthochschule in Rio Maior, der Escola Superior de Desporto de Rio Maior, und ein Weiterbildungsprojekt für Baseballtrainer mit der Coaching Association of Canada, dem Trainerverband des kanadischen Baseballverbands Baseball Canada.

## Aktivitäten
Zu den wichtigsten nationalen Wettbewerben der FPBS gehört die Landesmeisterschaft, der Campeonato Nacional de Baseball, und der Landespokal, die Taça de Portugal em Baseball. Bei den Herren konnten die White Sharks aus Almada erstmals 2008 das Double gewinnen. Auch die Baseballabteilung des Klubs Académica de Coimbra war mehrmals erfolgreich, zuletzt mit dem Pokalgewinn 2009.
Die FPBS richtete vom 9. bis 12. Juli 2008 die European Championship Qualifier aus, ein Qualifikationsturnier zur Baseball-Europameisterschaft 2010. In Abrantes traten dabei die Auswahlen Irlands, Griechenlands, Russlands und Portugals an, als Turniersieger konnte sich Griechenland für die EM qualifizieren.
Die portugiesische Baseballnationalmannschaft konnte sich bisher für keine Baseball-EM oder Baseball-WM qualifizieren, und auch im CEB European Cup gelang bisher keinem portugiesischen Verein ein Erfolg.

## Mitglieder
22 portugiesische Vereine sind Mitglied in der FPBS:
| - Adémia Basebol Softbol (Coimbra) - Agrária Basebol (Coimbra) - Baseball Clube Tigres de Loulé - Braga Romans Baseball Team - Bravos do Luso Venezolano - Caciques de Espinho - Caciques do Funchal (Madeira) - Criollos da Calheta (Madeira) - Funchal Basebol Club - Latinos da Bairrada - Lisboa Basebol Clube | - Lousanense Basebol - Núcleo de Basebol da Universidade de Aveiro - PAZ Baseball Club - Secção de Basebol da Associação Académica de Coimbra - Tornados de Gaia Basebol Clube - Veteranos B.C. (Madeira) - Lobos B.C. (Madeira) - Vigor Basebol - Villas Vikings - White Sharks de Almada - Lobos de Abrantes |

Mit der Associação Madeirense de Baseball e Softball besteht zudem ein Regionalverband auf der Insel Madeira.